# Nitrochinolina-N-ossido reduttasi
La nitrochinolina-N-ossido reduttasi è un enzima appartenente alla classe delle ossidoreduttasi, che catalizza la seguente reazione:
4-(idrossiamino)chinolina N-ossido + 2 NAD(P)+ + H2O ⇄ 4-nitrochinolina N-ossido + 2 NAD(P)H + 2 H+